# Balast (Dr. House)
Balast (v anglickém originále Baggage) je dvacátá první epizoda z šesté řady amerického lékařského dramatu Dr. House.
Epizoda pojednává o Dr. Nolanovi, který se snaží Houseovi psychicky pomoci.

## Děj
Děj plyne z pohledu House a Dr. Nolana (Andre Braugher), zkoumající Housův minulý týden, když se snaží zjistit, proč House vykazuje známky rozrušení a nepřijatelnosti. 
Během sezení s Dr. Nolanem House vypráví o případu ženy (Zoe McLellan), která přišla na pohotovost s nevysvětlitelnou nemocí a amnézií. Zatímco se snaží vyřešit záhadu její nemoci, snaží se také zjistit její identitu, vodítkem mu je například běžecké vybavení. 
V vedlejším dějové linii o Houseově soukromém životě ho Wilson vyhodil z bytu kvůli jeho bývalé manželce Sam, která se k němu nastěhovala. Zpět ve svém vlastním bytě House najde svého spolubydlícího z psychiatrické léčebny v Mayfieldu, Juana „Alvie“ Alvareze (Lin-Manuel Miranda) který nejen obsadil jeho byt, ale také prodal několik velmi cenných předmětů, aby zaplatit vymalování křiklavými barvami. Během této epizody tráví čas získáváním svého majetku zpět.  
Dalším tématem jsou Alviho problémy s uznáním jeho amerického občanství, protože ztratil všechny dokumenty prokazující jeho. House nakonec tyto problémy vyřeší provedením zfalšovaného testu DNA a vědecky spojí Alvieho s jeho pravděpodobně portorikánskou matkou. Získá také zpět prodané knihy. U jedné z nich se ukáže, že ji napsal pradědeček Cuddyové. 
Stav pacienta se neustále zhoršuje a nakonec vypadá beznadějně. Když se přesunou na operační sál, dostane se pacientka náhodně pod UV světlo, kde si House všimne zbytku tetování a diagnostikuje alergickou reakci na inkoust, přičemž alergie byla vyvolána pravidelným dálkovým během. Na základě této diagnózy je její smrt odvrácena a zdá se možné úplné uzdravení. 
S Nolanem si House uvědomuje, že všichni kolem něj jsou šťastní a spolu (Cuddyová a Lucas, Wilson a Sam a dokonce i svým způsobem Alvie a jeho bratranec), kromě něj. I po roce terapie se stále cítí bídně. Obviňuje Nolana za jeho osamělost a obviňuje ho, že není ničím jiným než léčitelem. Rozzuřený, House opustí Dr. Nolana. 